# Villestjärnarna (Alanäs socken, Jämtland, 714359-148128)
Villestjärnarna är en sjö i Strömsunds kommun i Jämtland och ingår i Ångermanälvens huvudavrinningsområde.